# Peine de mort en Idaho
L'Idaho utilisa la pendaison comme mode d'exécution jusqu'en 1957. Entre le rétablissement de la peine capitale après 1976 et l'adoption de l'injection létale comme seule méthode d'exécution en vigueur actuellement, le peloton d'exécution pouvait également être utilisé.
L'Idaho n'a exécuté que trois condamnés depuis le rétablissement de la peine de mort : le premier était un volontaire du nom de Keith Wells, en 1994 qui avait tué deux personnes avec une batte de baseball. 
En 2011 a eu lieu la première exécution en 17 ans dans cet État.
La loi de l'Idaho donne à un comité indépendant du gouverneur le droit de faire grâce. 

## Exécutions depuis 1973
Les exécutions ont lieu à Kuna à l'Idaho Maximum Security Institution.
| # | Criminel        | Date             | Méthode(s)       | Crime(s)                                                                              | Gouverneur   |
| - | --------------- | ---------------- | ---------------- | ------------------------------------------------------------------------------------- | ------------ |
| 1 | Keith Wells     | 6 janvier 1994   | Injection létale | Meurtre en 1990 de deux hommes dans un bar en les battant avec une batte de Baseball. | Cecil Andrus |
| 2 | Paul Rhoades    | 18 novembre 2011 | Injection létale | Meurtre en 1987 de trois personnes dont deux femmes après les avoir violées.          | Butch Otter  |
| 3 | Richard Leavitt | 12 juin 2012     | Injection létale | Meurtre en 1984 d'une femme en la poignardant après l'avoir mutilée.                  | Butch Otter  |

## Condamnés à mort
En avril 2019 le couloir de la mort de l'Idaho compte huit condamnés dont une femme. Depuis 1973, deux condamnés ont été graciés dans l'Idaho.
| Criminel        | Date de condamnation | Crime(s)                                                                              | Note(s) |
| --------------- | -------------------- | ------------------------------------------------------------------------------------- | ------- |
| Jonathan Renfro | 4 novembre 2017      | Meurtre en 2015 d'un policier en lui tirant dessus afin d'échapper à une arrestation. |         |
| Azad Abdullah   | 23 novembre 2004     | Meurtre en 2002 de sa femme en étouffant avec un sac plastique.                       |         |
| Erick Hall      | 1er août 2004        | Meurtre entre 2003 et 2003 de deux femmes après les avoir violées.                    |         |
| James Hairston  | 1er novembre 1996    | Meurtre en 1996 d'un couple en leur tirant dessus.                                    |         |
| Robin Row       | 1er décembre 1993    | Meurtre en 1992 de son mari et de ses deux enfants en mettant le feu à leur maison.   |         |
| Timothy Dunlap  | 20 avril 1992        | Meurtre en 1991 d'un agent de sécurité d'une banque lors d'un braquage                |         |
| Gerald Pizzuto  | 1er mai 1986         | Meurtre en 1985 de quatre personnes au cours de braquages.                            |         |
| Thomas Creech   | 1er janvier 1983     | Meurtre entre 1967 et 1981 de dix personnes.                                          |         |

## Crimes capitaux
- IS 18-4003 - Meurtre au premier degré
- IS 18-5411 - Faux témoignage ou subornation de témoins entrainant l’exécution d'un innocent
- IS 18-4502 -Enlèvement au premier degré I